# Barcsay-kúria
A bánffyhunyadi Barcsay-kúria műemlék épület Romániában, Kolozs megyében. A romániai műemlékek jegyzékében a CJ-II-m-B-07678 sorszámon szerepel.

## Története
Az egyes forrásokban kastélynak nevezett kúria a 18. században épült. A 19. század második felében Barcsay Domokos átépíttette. 1895-ben I. Ferenc József magyar király itt tartotta az őszi hadgyakorlat seregszemléjét, de vendégeskedett itt Munkácsy Mihály és Mikszáth Kálmán is.
AZ 1925-ben létesült ipariskola egyik helyszíne a kúria volt. Az államosítás során az épületet többféle célra használták. 1969 óta speciális iskola működik benne sajátos nevelésű igényű tanulók számára.
A kúria kertjében tartják a 2017 óta megrendezett Kalotaszegi Magyar Napokat.

## Leírása
Az épület alaprajza téglalap alakú. A nyugati oldalán egy lépcsősor vezetett egy fedett tornáchoz, de ennek helyére a 19. századi átépítés során egy fából ácsolt nyitott terasz került, tetején kilátóval.
A kastélyhoz tartozó birtokon Barcsay Domokos dendrológiai parkot alakított ki, melynek fái részben megmaradtak. A hagyomány szerint a park déli részén található óriásfenyő alatt pihent meg I. Rákóczi György, miután Gyalunál megsebesült.